# Mata (Castelo Branco)
Mata is een plaats (freguesia) in de Portugese gemeente Castelo Branco en telt 590 inwoners (2001).